# Lithacodia carneola
Lithacodia carneola là một loài bướm đêm trong họ Noctuidae.